# Wüstung bei Afferde

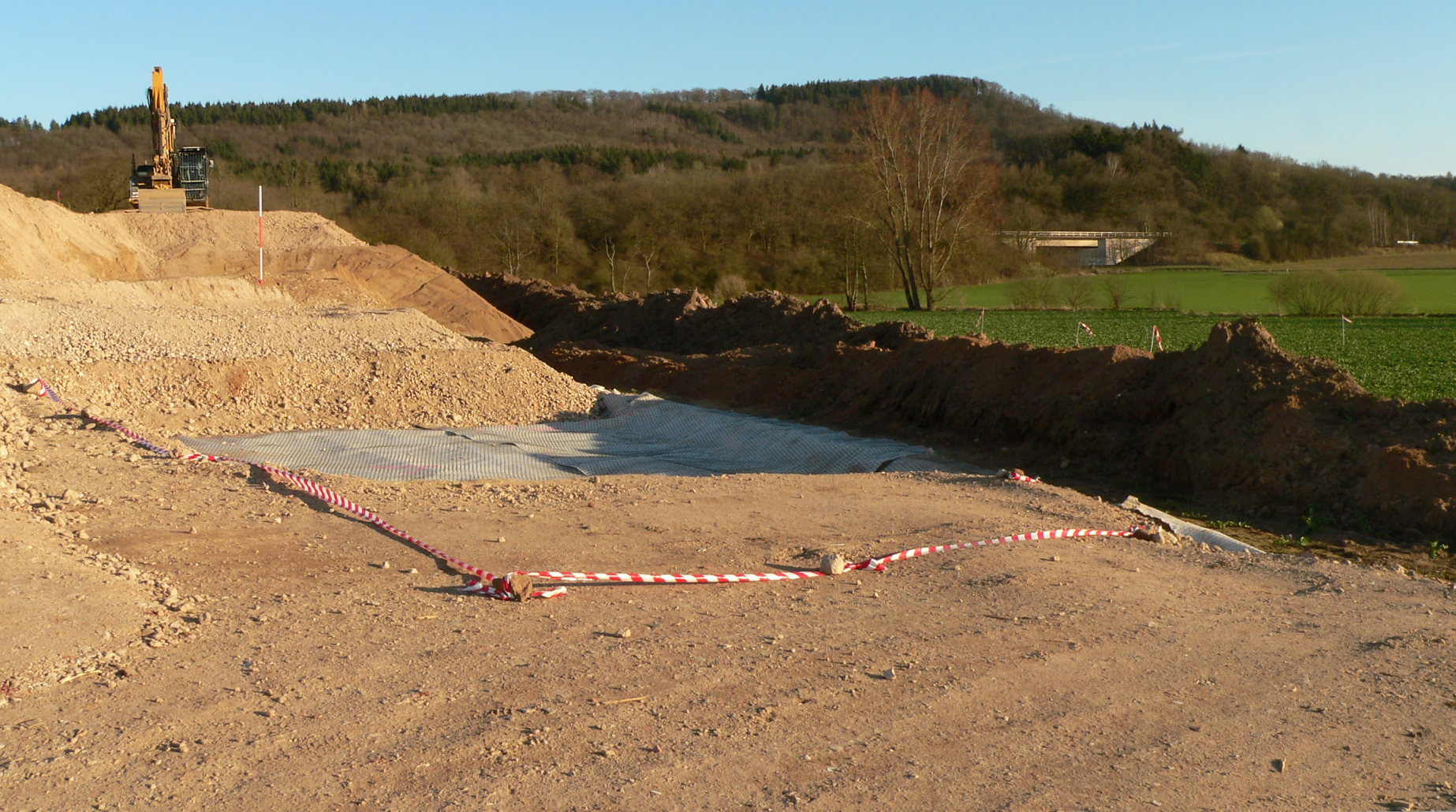
Die Ausgrabungsstelle des Grubenhauses, im Hintergrund eine Brücke über die B 1 und der Schecken (2017)

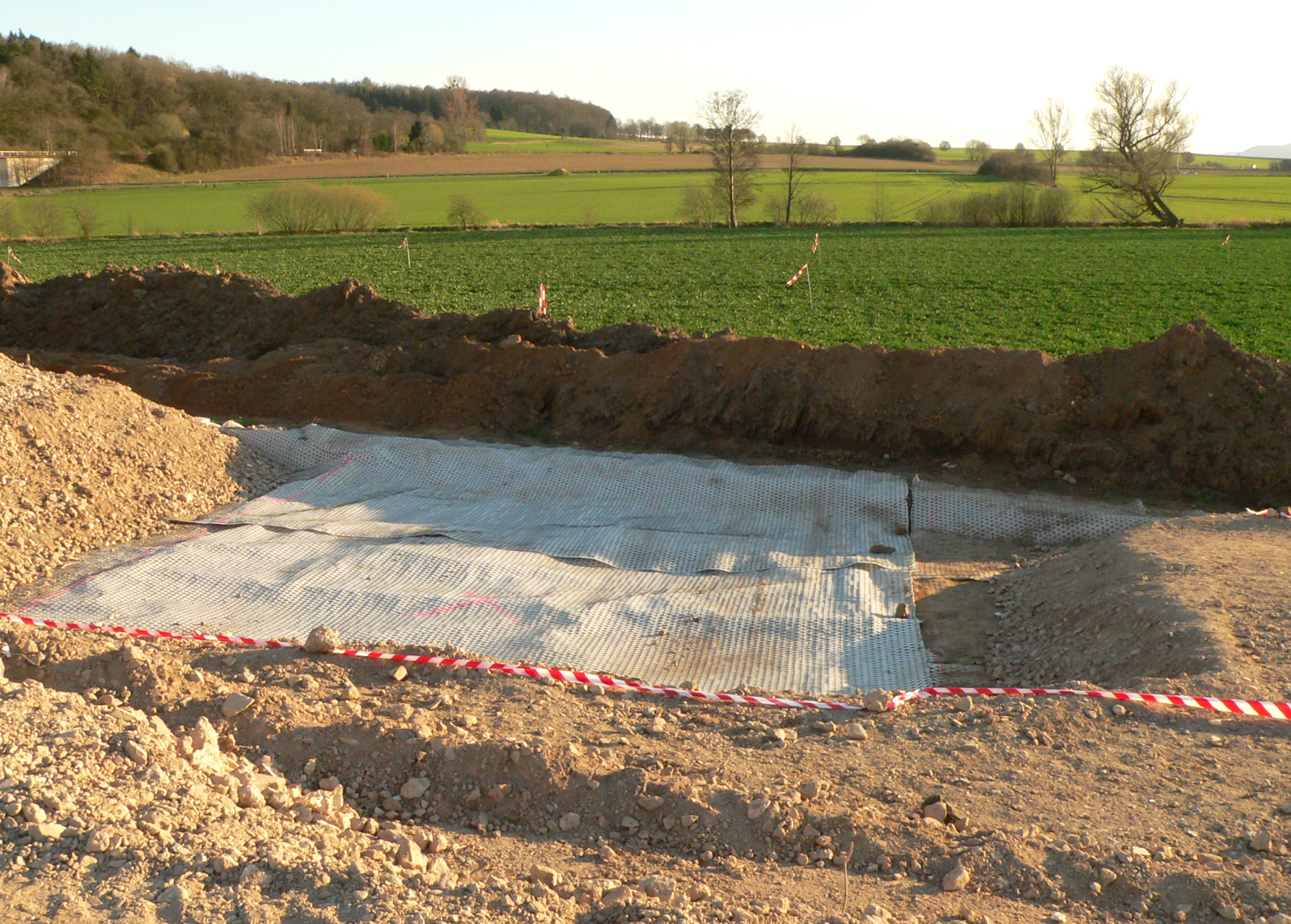
Seitliche Ansicht der mit Plane abgedeckten Ausgrabung

Die Wüstung bei Afferde war eine mittelalterliche Siedlung beim Hamelner Stadtteil Afferde, die wüst gefallen ist.
Die Siedlung lag rund 1,3 km östlich des heutigen Ortszentrums von Afferde. Sie befand sich auf einem leichten Hang oberhalb des Baches Remte und ist seit 1993 durch Bodenfunde bekannt. Luftbilder lassen auf weitere Gebäudereste im Boden schließen. Die einstige Siedlung lag einer Karte der Kurhannoverschen Landesaufnahme von 1782 zufolge dort, wo sich zwei Fernwege kreuzten. Hier war ein in Ost-West-Richtung verlaufender Weg von der belgischen Nordseeküste bei Brügge zur russischen Stadt Nowgorod, in Deutschland heute die Bundesstraße 1. In Nord-Süd-Richtung verlief ein alter Fernweg und führte an der Siedlung vorbei. Dabei könnte es sich um den in historischen Aufzeichnungen des 15. Jahrhunderts genannten Ort Badersen bzw. Bahrßen handeln.
Im Bereich der Wüstung wurden im Jahr 2017 bei der Errichtung einer Windkraftanlage Reste eines Grubenhauses entdeckt. Dies führte auf Veranlassung des zuständigen Kommunalarchäologe Jens Berthold von der Schaumburger Landschaft zu einer archäologischen Ausgrabung, bei der ein 3 × 4 Meter großes und 1,3 Meter in den Boden eingetieftes Bauwerk mit sechs Pfosten freigelegt wurde. Es ließ sich anhand von Gefäßkeramik, darunter Kugeltopfware, in die Zeit zwischen dem 9. und 11. Jahrhundert datieren und wird der Wüstung zugerechnet.